# Lijst van sprinkhanen en krekels van Kaapverdië
Deze Lijst van sprinkhanen en krekels van Kaapverdië toont de 33 soorten sprinkhanen en krekels van Kaapverdië. Van deze soorten zijn Eyprepocprifas insularis en Sphingonotus atlanticus endemisch voor Kaapverdië.

## Acrididae MacLeay, 1821

### Acridinae MacLeay, 1821
- Acrida turrita (Linnaeus, 1758)
- Truxalis nasuta (Linnaeus, 1758)

### Calliptaminae Jacobson, 1905
- Acorypha clara clara (Walker, 1870)

### Catantopinae Brunner von Wattenwyl, 1893
- Diabolocatantops axillaris axillaris (Thunberg, 1815) (Santiago, Boa Vista, Santo Antão, São Vicente)

### Cyrtacanthacridinae Kirby, 1910
- Anacridium eximium (Sjöstedt, 1918)
- Anacridium melanorhodon melanorhodon (Walker, 1870) (Santiago, Boa Vista, Sal)
- Anacridium wernerellum (Karny, 1907)
- Nomadacris septemfasciata (Serville, 1838)
- Ornithacris cavroisi (Finot, 1907)
- Schistocerca gregaria gregaria (Forskål, 1775) (Santiago, Sal)

### Eyprepocnemidinae Brunner von Wattenwyl, 1893
- Eyprepocprifas insularis Donskoff, 1982
- Heteracris littoralis (Rambur, 1838) (Sal)

### Gomphocerinae Fieber, 1853
- Brachycrotaphus tryxalicerus (Fischer, 1853)
- Ochrilidia geniculata (Bolívar, 1913)
- Stenohippus mundus (Walker, 1871)

### Oedipodinae Walker, 1871
- Acrotylus longipes longipes (Charpentier, 1845) (Brava, Sal)
- Acrotylus patruelis (Herrich-Schäffer, 1838)
- Aiolopus simulatrix simulatrix (Walker, 1870)
- Aiolopus strepens (Latreille, 1804) (São Nicolau)
- Locusta migratoria migratorioides (Reiche & Fairmaire, 1849)
- Oedaleus senegalensis (Krauss, 1877) (Boa Vista, Santo Antão)
- Sphingonotus canariensis canariensis Saussure, 1884
- Sphingonotus atlanticus (Popov, 1984)
- Sphingonotus rubescens (Walker, 1870) (Sal, São Nicolau)
- Sphingonotus savignyi savignyi Saussure, 1884
- Trilophidia conturbata (Walker, 1870)

## Tetrigidae Rambur, 1838

### Tetriginae Rambur, 1838
- Paratettix asbenensis Chopard, 1950

## Pyrgomorphidae Brunner von Wattenwyl, 1874

### Pyrgomorphinae Brunner von Wattenwyl, 1874
- Phymateus aegrotus (Gerstaecker, 1869)
- Pyrgomorpha cognata Krauss, 1877 (Sal)

## Gryllidae Laicharting, 1781

### Gryllinae Laicharting, 1781
- Acheta domesticus (Linnaeus, 1758) (Sal)
- Gryllus bimaculatus De Geer, 1772 (Santiago, Boa Vista, Santo Antão, Sal)

## Oecanthidae Blanchard, 1845

### Oecanthinae Blanchard, 1845
- Oecanthus similis Chopard, 1932 (Sal)

## Tettigoniidae Krauss, 1902

### Phaneropterinae Burmeister, 1838
- Phaneroptera nana Fieber, 1853 (Sal)